# Youngia
Youngia é um género botânico pertencente à família Asteraceae.
Este género é nativo da Ásia. Youngia foi pela primeira vez descrita em 1831 por H. Cassini, e o género foi posteriormente unido com Crepis. Estudos taxonómicos e citogenéticos efectuados por E. B. Babcock e G. Ledyard Stebbins levaram à reclassificação do género nos anos 1930.